# Chepstow Castle
Chepstow Castle er en borg i Chepstow, Monmouthshire, Wales. Det er den ældste bevarede post-romerske fæstning i Storbritannien. Den ligger på en klippetop ved floden Wye, og opførslen blev påbegyndt i 1067 under den normanniske lord William fitzOsbern. Oprindeligt var den kendt som Striguil, og var den sydligste i en række borge, er blev opført i Welsh Marches, og det tilknyttede lordship tog navn efter den tilstødende købstad omkring 1300-tallet.
I 1100-tallet blev borgen brugt under erobringen af Gwent, som var det første walisiskekongerige, der blev besejret af normannerne. Den blev efterfølgende holdt af to af de mest magtfulde stormænd i middelalderens England, William Marshal og Richard de Clare. I 1500-tallet dalede fæstningens militære betydning, og dele af den blev ombygget til beboelse. Selvom den blev genoptaget som befæstet borg under den engelske borgerkrig, var den gået i forfald i omkring 1700-tallet. Da turisme begyndte at blive mere udbredt begyndte den at blive en populær destination for besøgende i området.
Ruinerne blev fredet af første 6. december 1950.